# Московское филармоническое общество
Московское филармоническое общество. Существовало в 1883—1918 годах. Организовано по инициативе П. А. Шостаковского на основе возглавлявшегося им прежнего Общества любителей музыкального и драматического искусств. Имело главной целью организацию концертов.
Общество существовало при меценатской поддержке, с 1898 г. получало государственную субсидию. Ежегодно в Большом зале Благородного собрания устраивались 10 абонементных симфонических собраний, к участию в них привлекались солисты. Первым директором общества и дирижёром концертов (до 1898 г.) был П. А. Шостаковский. С 1901 г. устраивались камерные собрания, в 1906 г. образовался струнный квартет Московского филармонического общества.
При нём с 1883 г. работало Музыкально-драматическое училище.